# Wehrpflicht in Deutschland
Die Wehrpflicht in Deutschland bezeichnet die gesetzliche Pflicht männlicher deutscher Staatsbürger zur Ableistung von Wehrdienst in den Streitkräften der Bundesrepublik Deutschland. Die Einberufung zum Grundwehrdienst nach § 5 des Wehrpflichtgesetzes wurde zum 1. Juli 2011 ausgesetzt.  Seitdem ist die Wehrpflicht auf den (bisher nicht eingetretenen) Spannungs- und Verteidigungsfall beschränkt.

## Geschichte

### Von der Napoleonischen Zeit bis zur Reichsgründung
Zu den Reformen, die Preußen unter dem Eindruck der Niederlage im Krieg gegen Frankreich 1807 durchführte, gehörte im Rahmen der Befreiungskriege in den Jahren 1813/14 die Einführung der allgemeinen Wehrpflicht. Damit war eine grundsätzliche Aufwertung des Soldatenstandes verbunden, denn bis dahin hatten gemeine Soldaten als gesellschaftlich deklassiert gegolten. Der Militärdienst, zu dem auch die Söhne des Adels und des Bürgertums eingezogen wurden, galt nun als Ehrendienst und die Armee als „Schule der Nation“. Wehrpflichtige aus den „gebildeten Ständen“ konnten sich als „Einjährig-Freiwillige“ melden und hatten nach diesem Jahr die Aussicht, sich zum Reserveoffizier weiterbilden zu können (was mit viel gesellschaftlichem Prestige verbunden war). Unter allen größeren europäischen Staaten behielt nur Preußen nach den Napoleonischen Kriegen sein System der allgemeinen Wehrpflicht bei und modernisierte es trotz des Heereskonflikts in den 1860er Jahren.
In den anderen deutschen und den meisten europäischen Staaten wurde unter den tauglich Gemusterten die erforderliche Anzahl von Rekruten durch das Los bestimmt. Der Ausgeloste konnte aber einen von ihm bezahlten Ersatzmann als „Einsteher“ stellen, weshalb in diesen Armeen eher Männer aus ärmeren Schichten dienten. Nach Ablauf ihrer Dienstzeit rückten sie für einen anderen Wehrpflichtigen erneut als Einsteher an dessen Stelle, so dass die Armeen, wie auch die Frankreichs, faktisch aus Berufssoldaten bestanden. Andere deutsche Staaten (wie z. B. Österreich) zogen nur einen Teil der Wehrpflichtigen, ungeachtet zahlreicher Sonderbestimmungen, für eine sehr lange Dienstzeit von 14 Jahren ein.
Nachdem das preußische Wehrpflichtsystem seine Effizienz im Deutsch-Dänischen Krieg 1864 und im Deutschen Krieg 1866 bewiesen hatte, wurde es von den anderen deutschen Staaten übernommen. In Folge des Inkrafttretens der Verpflichtung zum Kriegsdienst für den Norddeutschen Bund im November 1867 wurde auch der Dienst der Einjährig-Freiwilligen und deren Anwartschaft auf den Reserveoffizier, was bis dahin im Wehrgesetz von 1814 festgelegt war, novelliert. Nach diesem konnten die Anwärter sich jetzt den Truppenteil auswählen, in dem sie nach dem aktiven Jahr Reserveoffizier werden wollten. In den Jahren nach Frankreichs Niederlage im Deutsch-Französischen Krieg 1870/71 führten die meisten Staaten Europas das preußische Modell ein. Im deutschen Kaiserreich ergingen dann in regelmäßigen Abständen „Gesetze, betreffend die Friedenspräsenzstärke des deutschen Heeres“. Diesem Vorbild entsprechend etablierte sich ein mit Hilfe der Wehrpflicht ermöglichter Richtwert für die Stärke der Streitkräfte im Verhältnis zur Bevölkerung von ungefähr 1 % in vielen Staaten. Bedeutendste Ausnahme war Großbritannien. Im Ersten Weltkrieg war – nachdem auch Großbritannien und die USA die Wehrpflicht eingeführt hatten – die überwältigende Mehrheit der Soldaten Wehrpflichtige.

### Kaiserreich, Weimarer Republik und NS-Zeit
Die allgemeine Wehrpflicht wurde durch das Gesetz, betreffend die Verpflichtung zum Kriegsdienste des Norddeutschen Bundes vom 9. November 1867 und Artikel 57 ff. des Gesetzes betr. die Verfassung des Deutschen Reichs (Reichsverfassung) vom 16. April 1871 sowie das Reichs-Militärgesetz vom 2. Mai 1874 gesetzlich geregelt. Dieses Wehrpflichtsystem wurde in Grundzügen von späteren deutschen Armeen und auch international vielfach zum Vorbild genommen.
Die Wehrpflicht begann mit Vollendung des 17. Lebensjahres. Der Wehrpflichtige konnte sich in Ausübung dieser Pflicht nicht vertreten lassen. Der Landsturm bestand aus den Wehrpflichtigen vom vollendeten 17. bis zum vollendeten 42. Lebensjahr, die weder dem Heer noch der Marine angehörten. In der Reichsverfassung wurde festgelegt, dass jeder wehrfähige Deutsche 7 Jahre lang, vom 20. bis zum 28. Lebensjahre dem stehenden Heere angehöre. Im Reichsmilitärgesetz wurde diese Ausführung im Weiteren geregelt. Die Militärpflicht begann vom 1. Januar des Jahres an, in dem das 20. Lebensjahr vollendet wurde. Militärpflichtige waren der Aushebung unterworfen. Die Militärpflicht dauerte bis zum 31. März des Jahres, in dem das 39. Lebensjahr vollendet wurde. Es bestand die Pflicht, sich regelmäßig bei den zuständigen Behörden zu melden, bis über die Verwendung entschieden wurde. Zur Kontrolle dieser Regelung wurden von den Gemeinden sogenannte Stammrollen aufgestellt. Die aktive Dienstzeit belief sich auf 3 Jahre (Infanterie usw.). Danach folgten 4 Jahre in der Reserve (ab 1893 auf 2 Jahre bzw. 5 Jahre geändert). Kavallerie und reitende Artillerie dienten 3 Jahre aktiv. Die Ersatzreservepflicht dauerte bis zur Vollendung des 31. Lebensjahres. Der Ersatzreserve gehörten in erster Linie taugliche, aber überzählige Personen an, dann minder Taugliche oder aus anderen Gründen Befreite, die nicht zur Ableistung der aktiven Dienstpflicht einberufen wurden. Männer, die kürzer als 2 Jahre aktiv dienten, z. B. die einjährigen Freiwilligen, blieben entsprechend länger in der Reserve. Die Reserve diente zur Ergänzung des aktiven Heeres. Mannschaften, die freiwillig länger als 2 Jahre aktiv gedient hatten, dienten entsprechend kürzer in der Landwehr I. Aufgebots. Den Rest der Jahre bis zum 31. März des Jahres, in dem das 39. Lebensjahr vollendet wurde, gehörten sie der Landwehr II. Aufgebots an. Mannschaften, die freiwillig vor dem vollendeten 20. Lebensjahr eingetreten waren, traten entsprechend früher aus der Landwehr II aus. Bei späterem Eintritt in das aktive Heer auf Grund mangelnder Körperentwickelung, eines Ansuchens in Berücksichtigung bürgerlicher Verhältnisse oder einer Zurückstellung bis zu 5 Jahren, um einen Beruf nicht zu unterbrechen, diente der Wehrpflichtige nicht länger in der Landwehr II, sondern auch nur bis zu seinem 39. Lebensjahr. Vom 31. März des Jahres, an dem er sein 39. Lebensjahr vollendete, bis zum 45. Lebensjahr diente er im Landsturm II. Diese gesamte Regelung galt für Friedenszeiten, im Krieg fand kein Übertritt vom stehenden Heer zur Landwehr statt.
Änderungen in der zeitlichen Zuteilung zu den Kategorien des Beurlaubtenstandes brachte das Gesetz, betreffend Änderungen der Wehrpflicht vom 11. Februar 1888, so die Verlängerung der Landsturmpflicht bis zur Vollendung des 45. Lebensjahres.
Die Anzahl der zum Wehrdienst Herangezogenen wurde durch die Heeresgröße bestimmt. Im Artikel 60 der Verfassung des Norddeutschen Bundes wurde die Friedenspräsenzstärke des Heeres auf 1 % der Bevölkerung von 1867 festgelegt. Die künftige Festlegung der Friedenspräsenzstärke wurde von der Reichsgesetzgebung geregelt, die dem Reichstag ein erhebliches Mitspracherecht einräumte.

„Die Friedenspräsenzstärke des Heeres an Unteroffizieren und Mannschaften beträgt für die Zeit vom 1. Januar 1875 bis zum 31. Dezember 1881 401.659 Mann. Die Einjährig-Freiwilligen kommen auf die Friedenspräsenzstärke nicht in Anrechnung.“

Dies war aber keine Verschärfung der Zustände, obwohl damit eine Heeresvermehrung einherging. Gerade die Nationalliberalen und Fortschrittspartei sahen in der nominellen Festsetzung der Heeresstärke eine Einschränkung des Budgetrechts des Reichstags, denn er machte die Bewilligung des Militäretats zu einer Farce. Sicherlich hatte Bismarck seine Lehren aus dem Preußischen Verfassungskonflikt gezogen. Doch die rasch wachsende Bevölkerung seit 1871 führte dazu, dass zwischen Reichsgründung und dem Beginn Ersten Weltkrieges nur 63 % der wehrpflichtigen Männer zu den Fahnen gerufen wurden. Selbst in einer Zeit der Hochrüstung wie 1912 betrug das Verhältnis der Heeresgröße zur Gesamtbevölkerung nur 0,923 %. Eine effektive und damit gerechte Aushebung war erst Anfang des Ersten Weltkrieges mit dem Edikt über die allgemeine Verpflichtung zu Wehrpflicht vom 3. September 1914, §§ 9, 10, 11, 12, 16 möglich. Sie stellte aber auch die gesetzliche Grundlage dar, die aus einer relativ zu seinen Gegnern geringen Heeresgröße ein Millionenheer machte.
Deutschland musste 1919 aufgrund des Friedensvertrags von Versailles auf die Wehrpflicht verzichten, „um die Einleitung einer allgemeinen Rüstungsbeschränkung aller Nationen zu ermöglichen“. Die Reichswehr war eine auf 115.000 Mann begrenzte Berufsarmee. Sie wurde zu einem „Staat im Staate“, in dem sich republikfeindliche Kräfte, besonders des konservativ-nationalistischen und antisemitischen Milieus, sammelten.
Das Scheitern der Genfer Abrüstungskonferenz nahm das ab Januar 1933 in Deutschland regierende Kabinett Hitler im Oktober 1933 zum Anlass, aus dem Völkerbund auszutreten und am 16. März 1935 durch das Gesetz für den Aufbau der Wehrmacht die Wehrpflicht wieder einzuführen. Der Schritt war lange vorbereitet und hatte keine Gegenmaßnahmen des Völkerbunds zur Folge. Im selben Jahr erlaubte Großbritannien selbst im deutsch-britischen Flottenabkommen Deutschland eine Aufrüstung der Flotte über die geltenden Rüstungsbeschränkungen des Versailler Vertrags hinaus. Die Wehrpflicht dauerte nach dem ergänzend erlassenen Wehrgesetz vom 21. Mai 1935 vom vollendeten 18. bis zu dem auf die Vollendung des 45. Lebensjahres folgenden 31. März. Der Kreis der für die Erfüllung der Wehrpflicht in Betracht kommenden deutschen Männer konnte jedoch „im Kriege und bei besonderen Notständen“ durch den Reichskriegsminister, seit dem Führererlass vom 4. Februar 1938 den Chef des Oberkommandos der Wehrmacht, erweitert werden. Mit der Verordnung über die Erweiterung der Wehrpflicht vom 12. August 1943 wurden bereits die 17-jährigen Jungen zum Kriegsdienst eingezogen und gingen direkt von den Wehrertüchtigungslagern zur Wehrmacht, wie die Reichswehr seit 1935 offiziell bezeichnet wurde.
Der erste Jahrgang, der 1935 zur Erfüllung der einjährigen Dienstpflicht herangezogen wurde, war 1914 (in Ostpreußen auch 1910). Dem Wehrdienst vorgeschaltet war die Ableistung eines halbjährigen Arbeitsdienstes, zu dem die ersten Wehrpflichtigen des Jahrgangs 1915 am 1. Oktober 1935 einrückten. Angehörige weißer Jahrgänge vor 1914 erhielten lediglich eine zwei-, später dreimonatige Kurzausbildung. Am 24. August 1936 wurde die Dienstpflicht von einem auf zwei Jahre verlängert.
Der Zweite Weltkrieg endete in Europa mit der bedingungslosen Kapitulation der Wehrmacht am 8./9. Mai 1945. Mit dem Kontrollratsgesetz Nr. 8 vom 30. November 1945 wurde das Wehrgesetz und damit die Wehrpflicht aufgehoben, mit Kontrollratsgesetz Nr. 34 vom 20. August 1946 die Wehrmacht aufgelöst.

### Nach dem Zweiten Weltkrieg bis zum Ende der deutschen Teilung

#### Bundesrepublik Deutschland

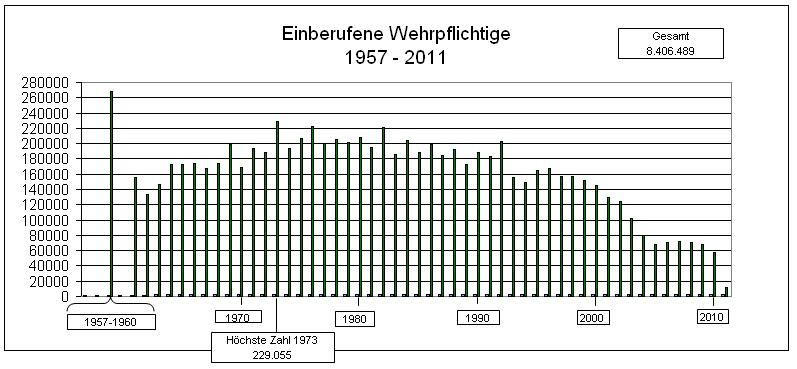
Einberufene Wehrpflichtige 1957–2011

Der Parlamentarische Rat schrieb 1949 die Möglichkeit der Kriegsdienstverweigerung, nicht aber eine Wehrpflicht, in das Grundgesetz. Die Bundeswehr wurde – nach einer Wiederbewaffnungsdiskussion – ab dem 12. November 1955 aufgestellt („Wiederbewaffnung“) und die Wehrpflicht für Männer mit dem Inkrafttreten des Wehrpflichtgesetzes (WPflG) vom 21. Juli 1956 eingeführt. Zum 1. April 1957 fand erstmals eine Einberufung aufgrund dieses Gesetzes statt. Grundsätzlich waren alle deutschen Männer wehrpflichtig, die nach dem 30. Juni 1937 geboren waren (siehe weißer Jahrgang). 1968 wurde im Grundgesetz (GG) verankert:
Art. 12a [Wehr- und Dienstpflicht]
- (1) Männer können vom vollendeten achtzehnten Lebensjahr an zum Dienst in den Streitkräften, im Bundesgrenzschutz oder in einem Zivilschutzverband verpflichtet werden.
- (2) Wer aus Gewissensgründen den Kriegsdienst mit der Waffe verweigert, kann zu einem Ersatzdienst verpflichtet werden. Die Dauer des Ersatzdienstes darf die Dauer des Wehrdienstes nicht übersteigen.

Da es sich dabei um eine Kann-Vorschrift handelt, kann die Wehrpflicht jederzeit vom Bundestag mit einfacher Mehrheit eingeführt oder ausgesetzt werden, ohne dass dafür das Grundgesetz geändert werden müsste. Schon 1978 hat das Bundesverfassungsgericht festgestellt: „Die von der Verfassung geforderte militärische Landesverteidigung kann auf der Grundlage der allgemeinen Wehrpflicht, aber – sofern ihre Funktionsfähigkeit gewährleistet bleibt – verfassungsrechtlich unbedenklich beispielsweise auch durch eine Freiwilligenarmee sichergestellt werden.“

#### Deutsche Demokratische Republik (1949–1990)
Durch das Gesetz zur Ergänzung der Verfassung vom 26. September 1955, das den „Dienst zum Schutze des Vaterlandes und der Errungenschaften der Werktätigen“ zu einer „ehrenvollen nationalen Pflicht der Bürger der Deutschen Demokratischen Republik“ erklärt hatte, wurden der Kampfauftrag der FDJ und die Verteidigungsgesetzgebung aus dem Jahre 1961 vorbereitet. Fünf Monate nach Errichtung der Berliner Mauer erfolgte mit dem Gesetz vom 24. Januar 1962 die Einführung der allgemeinen Wehrpflicht in der DDR. Sie betraf alle männlichen Bürger zwischen dem 18. und dem vollendeten 50. Lebensjahr und konnte durch einen 18-monatigen Grundwehrdienst bei der NVA oder mit Zustimmung des Wehrpflichtigen (zumindest in den 1980er Jahren) in den Grenztruppen der DDR, oder in Form eines Wehrersatzdienstes bei den Volkspolizei-Bereitschaften, der Transportpolizei, den Einheiten der Zivilverteidigung der DDR, den Baueinheiten der Nationalen Volksarmee oder, bei vorheriger Verpflichtung zu einer dreijährigen Dienstzeit, im Wachregiment Feliks Dzierzynski des Ministeriums für Staatssicherheit abgeleistet werden. Jeder Wehrpflichtige musste damit rechnen, nach Ableistung des Grundwehrdienstes ein- oder mehrmals zu dreimonatigen Reservistenübungen einberufen zu werden.
Der Nationale Verteidigungsrat der DDR eröffnete ab dem 7. September 1964 religiös gebundenen Wehrpflichtigen die Möglichkeit, die Wehrpflicht waffenlos als Bausoldat der NVA abzuleisten. Dies war eine in sozialistischen Staaten einzigartige Form des Wehrersatzdienstes. Die als „Spatensoldaten“ oder „Spatis“ bezeichneten Bausoldaten wurden nicht an Waffen ausgebildet und meist im militärischen bzw. öffentlichen Bauwesen eingesetzt. Sie mussten statt eines Fahneneides nur ein Gelöbnis ablegen. Bausoldaten mussten während ihrer Dienstzeit und auch danach mit Schikanen rechnen. Sie hatten schlechtere Ausbildungschancen; ein Studienplatz wurde ihnen oft verwehrt. Ein ziviler Ersatzdienst war in der DDR nicht möglich.
Nach dem Fall der Mauer und vor den ersten freien Wahlen in der DDR wurde im Februar 1990 die Möglichkeit eines Zivildienstes in der DDR geschaffen. Dies war ein Teil der durch Soldatenstreiks und die friedliche Revolution erzwungenen Armeereform. Seit dem Fall der Mauer war die Verfolgung von Wehrpflichtigen, die sich der Einberufung entzogen, praktisch ausgesetzt.

#### Protektorat Saarland (1947–1956)
Im teilsouveränen Saarland 1947 bis 1956 gab es keine Wehrpflicht. Für die Verteidigung des Landes war Frankreich verantwortlich. Bereits 1947 waren die französischen Truppen abgezogen worden.

#### Sonderstatus Berlin (bis 1990)
Während der Zeit der Teilung Deutschlands unterlagen Bürger von West-Berlin nicht der Wehrpflicht, da die Wehrgesetzgebung wegen der alliierten Vorbehaltsrechte in West-Berlin nicht übernommen worden war (siehe Viermächte-Status). Daher zogen zahlreiche Männer aus Westdeutschland nach West-Berlin, um sich dem Wehrdienst zu entziehen. Zwar waren sie weiterhin wehrpflichtig, aber die westdeutschen Kreiswehrersatzämter konnten ihrer wegen des Sonderstatus der Stadt nicht habhaft werden. Geschätzt etwa 50.000 Wehrpflichtige entzogen sich so dem Wehrdienst. Wer sich allerdings erst nach Erhalt des Einberufungsbescheids nach West-Berlin absetzte, wurde in der Regel mit einem Haftbefehl gesucht und der Haftbefehl auch in West-Berlin vollstreckt. Fahnenflüchtige wurden sodann von der Polizei nach Westdeutschland zurückgebracht. Um bei einem Aufenthalt in West-Berlin der Wehrpflicht erfolgreich zu entgehen, war es erforderlich, vor der Wehrerfassung (die mit dem 17. Geburtstag begann) nach West-Berlin umzuziehen und bis nach Erreichen der Altersgrenze für die Einberufbarkeit dort wohnen zu bleiben.

## Wehrpflichtigkeit
Wehrpflichtig sind alle Männer vom vollendeten 18. Lebensjahr an, die Deutsche im Sinne des Grundgesetzes sind und gemäß § 1 WPflG
1. ihren ständigen Aufenthalt in der Bundesrepublik Deutschland haben oder
2. ihren ständigen Aufenthalt außerhalb der Bundesrepublik Deutschland haben und entweder

- ihren früheren ständigen Aufenthalt in der Bundesrepublik Deutschland hatten oder
- einen Pass oder eine Staatsangehörigkeitsurkunde der Bundesrepublik Deutschland besitzen oder sich auf andere Weise ihrem Schutz unterstellt haben.

Nach § 3 endet die Wehrpflicht mit dem Ende des Jahres, in dem das 45. Lebensjahr vollendet wird, für Offiziere und Unteroffiziere ist dies das Jahr der Vollendung des 60. Lebensjahres. Im Spannungs- und Verteidigungsfall endet sie generell erst mit dem Jahr, in dem das 60. Lebensjahr vollendet wird.
Die Einberufung zum Grundwehrdienst wurde im März 2011 ausgesetzt, indem der Deutsche Bundestag das Wehrpflichtgesetz abgeändert hat. Gemäß § 2 WPflG sind nun alle weiteren Ausführungsbestimmungen des Gesetzes nur im Spannungs- und Verteidigungsfall anzuwenden. Damit bleibt die Wehrpflicht zwar grundsätzlich bestehen, hat aber im Frieden keine rechtlichen Folgen mehr. Der Bundesrat stimmte dem am 15. April 2011 zu. Unberührt blieb davon Art. 12a GG und somit die Ermächtigung an den Gesetzgeber, die verpflichtende Einberufung zum Wehrdienst später durch ein einfaches Gesetz wieder einzuführen.

### Erfassung
Der Begriff Erfassung bezeichnete den Vorgang, mit dem die Bundeswehr von den Personendaten der Wehrpflichtigen Kenntnis erlangte. Dies geschah mit der quartalsweisen Übermittlung der Daten männlicher Jugendlicher, die das 17. Lebensjahr vollendet hatten, durch das Einwohnermeldeamt. Dies führte zu der Situation, dass Personen, die sich vor diesem Zeitpunkt oder vor Erreichen der Einberufbarkeitsgrenze (in diesem Fall 23 Jahre) nicht beim tatsächlichen Wohnsitz beim Einwohnermeldeamt gemeldet hatten, zwar weiterhin wehrpflichtig waren und ab Vollendung des 18. Lebensjahres einberufen werden konnten, der Bundeswehr jedoch unbekannt blieben. Das Abmelden vom tatsächlichen Wohnsitz stellte allerdings eine Ordnungswidrigkeit dar.
Die erfassten Personen wurden benachrichtigt und aufgefordert, eventuelle Korrekturen zu ihren Daten dem zuständigen Kreiswehrersatzamt mitzuteilen. Dieses lud die Wehrpflichtigen zur Musterung, bei der u. a. der Tauglichkeitsgrad festgestellt wurde, der maßgeblich darüber entschied, ob der Wehrpflichtige zum Wehrdienst herangezogen wurde.
Die Wehrpflicht wurde durch den Wehrdienst oder im Falle des § 1 des Kriegsdienstverweigerungsgesetzes vom 28. Februar 1983 durch den Zivildienst erfüllt. Die Dauer des Grundwehrdienstes und des Zivildienstes betrug seit dem 1. Januar 2011 sechs Monate. Zum 1. Juli 2011 wurde die Wehrpflicht ausgesetzt.

### Abgeltung durch andere Dienste
Polizeivollzugsbeamte leisten keinen Wehrdienst. Ihre Wehrpflicht gilt mit dem Eintritt in die Polizei (Polizei der Länder (§ 42 WPflG) und Polizei des Bundes (BGS / BP) (§ 42a WPflG)) als abgegolten. Eine Ausnahme besteht, wenn das Dienstverhältnis in der Polizei vor dem Ende der Wehrpflichtigkeit beendet wurde.
Eine Freistellung vom Grundwehrdienst ist auch bei einer mindestens vierjährigen (vormals achtjährigen) Verpflichtung zum Ersatzdienst im Katastrophenschutz möglich, der zum Beispiel beim Technischen Hilfswerk (THW), bei der Freiwilligen Feuerwehr oder bei Hilfsorganisationen wie dem Arbeiter-Samariter-Bund, der Johanniter Unfallhilfe, dem Deutschen Roten Kreuz, dem Malteser Hilfsdienst oder der Deutschen Lebens-Rettungs-Gesellschaft geleistet werden kann (§ 13a WPflG).

### Befreiung vom Wehrdienst
Gemäß § 11 WPflG sind vom Wehrdienst u. a.
unmittelbar befreit:
- Geistliche
- Schwerbehinderte

auf Antrag befreit:
- der dritte und jeder weitere Sohn einer Familie, sofern zwei Geschwister Grundwehrdienst oder Ersatzdienst oder einen Wehrdienst von höchstens 2 Jahren als SaZ geleistet haben
- Männer, die verheiratet oder eingetragene Lebenspartner sind
- Männer, die die elterliche Sorge ausüben

### Zurückstellung
Gemäß § 12 WPflG können u. a. vom Wehrdienst zurückgestellt werden:
- Wehrpflichtige, die sich auf ein geistliches Amt gemäß § 11 vorbereiten, also z. B. Theologie studieren mit dem Ziel, katholischer Priester[28] oder evangelischer Pastor oder Pfarrer zu werden oder die sich in einer ordentlichen theologischen Ausbildung befinden
- Wehrpflichtige, die eine Berufsausbildung durchlaufen (bei Hochschulstudien erst ab Beginn des 3. Semesters)

Weitere Ausnahmen sind geregelt für u. a.:
- Wehrpflichtige, die schon in der Armee eines anderen Landes Wehrdienst geleistet haben
- Wehrpflichtige, die mindestens einen Vorfahren (bis zu drei Generationen zurück) haben, der in der Zeit des Nationalsozialismus verfolgt wurde[29]
- Wehrpflichtige, die zwei Jahre im Entwicklungsdienst tätig waren

Siehe hierzu auch: Änderungen 2004

### Aufenthalt im Ausland
Männliche Deutsche, die das 17. Lebensjahr vollendet hatten, mussten eine Genehmigung des Kreiswehrersatzamtes einholen, wenn sie Deutschland mehr als drei Monate verlassen wollten. Wurde dies missachtet oder der Aufenthalt jenseits der erteilten Genehmigung verlängert, konnte dies einen Passversagungsgrund darstellen. Bei einem Auslandsaufenthalt gemäß der Genehmigung ruhte die Wehrpflicht.
Bei Deutschen, die sich schon dauerhaft im Ausland aufhielten und ihre Lebensgrundlage im Ausland hatten, ruhte die Wehrpflicht ebenso.

### Wehrpflicht in Fällen von Mehrstaatigkeit
Bereits nach dem Übereinkommen über die Verringerung der Mehrstaatigkeit und über die Wehrpflicht der Mehrstaater des Europarats von 1963 brauchten Personen, welche die Staatsangehörigkeit von zwei oder mehr Vertragsparteien besaßen, ihre Wehrpflicht nur gegenüber einer dieser Vertragsparteien zu erfüllen. Diese Bestimmung konnte durch Sonderabkommen zwischen den beteiligten Vertragsparteien näher geregelt werden. 
Das Europäische Übereinkommen über die Staatsangehörigkeit von 1997 enthält in Art. 21 eine entsprechende Regelung, die die Staatsangehörigkeit der Betroffenen ausdrücklich nicht berührt.
§ 8 WpflG sieht vor, dass Wehrpflichtige sich nur mit Zustimmung des Bundesministeriums der Verteidigung zu einem Wehrdienst außerhalb der Bundeswehr verpflichten dürfen, es sei denn, der Wehrdienst ist auf Grund gesetzlicher Vorschrift des Aufenthaltsstaates zu leisten. Außerhalb der Bundeswehr geleisteter Wehrdienst oder anstelle des Wehrdienstes geleisteter anderer Dienst kann auf den Wehrdienst in Deutschland ganz oder zum Teil angerechnet werden. Die Anträge auf Zustimmung zur Ableistung von Wehrdienst außerhalb der Bundeswehr und auf Anrechnung des dort geleisteten Wehrdienstes oder des anstelle des Wehrdienstes geleisteten anderen Dienstes sind beim Karrierecenter der Bundeswehr zu stellen.
Die Tatsache, dass die Wehrpflicht in Deutschland seit dem 1. Juli 2011 ausgesetzt ist, wirkt sich nicht auf die Wehrpflicht der Doppelstaater aus. Wenn sich der ständige Wohnsitz und die Erwerbstätigkeit in Deutschland befinden, haben sie ein Recht auf Rückstellung der Einberufung, wenn das Recht des Auslands dies vorsieht.

### Ende von Wehrpflichtigkeit und Einberufbarkeit
Die Wehrpflicht endet gemäß § 3 Abs. 5 WPflG im Spannungs- und Verteidigungsfall für alle Wehrpflichtigen mit Ablauf des Jahres, in dem sie das 60. Lebensjahr vollenden.
Davon zu unterscheiden war allerdings außerhalb des Spannungs- und Verteidigungsfalls die in § 5 WPflG geregelte Einberufbarkeit Ungedienter, die (unvollständiger Auszug)
- in der Regel bis zum 23. Geburtstag (bis 1994 bis zum 28., 1994 bis 2004 bis zum 25.) andauerte;
- bis zum 25. Geburtstag (bis 1994 bis zum 32., 1994 bis 2004 bis zum 28.) andauerte unter anderem bei
  - genehmigungspflichtigen, aber ungenehmigten Auslandsaufenthalten (vor der Wiedervereinigung  galt dies auch bei solchen Aufenthalten in West-Berlin oder der DDR) und bei
  - Zurückstellungen, die eine Einberufung bis zum 23. Geburtstag (1994 bis 2004 25., vor 1994 erhöhten Zurückstellung die Altersgrenze in der Regel nicht) verhindern;
- bis zum 28. Geburtstag (bis 1994 bis zum 32., 1994 bis 2004 bis zum 30.) andauerte, wenn wegen einer Verpflichtung im Katastrophen- oder Zivilschutz oder im Entwicklungsdienst eine Einberufung vor dem 23. Geburtstag (bis 1994 vor dem  28., 1994 bis 2004 vor dem 25.) unmöglich war;
- bis zum 32. Geburtstag andauerte bei Männern, die aufgrund ihrer Berufsausbildung während des Grundwehrdienstes vorwiegend militärfachlich verwendet werden (zum Beispiel Ärzte).

### Wehrdienst Ungedienter im Verteidigungsfall
Ungediente Wehrpflichtige können bei Tauglichkeit und innerhalb der Altersgrenzen im Spannungs- oder Verteidigungsfall unbefristet zum Wehrdienst einberufen werden.
Rechtsgrundlagen hierfür sind:
- Artikel 12a des Grundgesetzes der Bundesrepublik Deutschland (GG)
- §16 (Zweck der Musterung), Absatz 1 des Wehrpflichtgesetzes (WPflG)
- §21 (Einberufung) des Wehrpflichtgesetzes (WPflG)

### Änderungen 2004
Mit dem Zweiten Zivildienstgesetzänderungsgesetz wurden 2004 die Regelungen zur Einberufung geändert:
- Absenkung der Heranziehungsgrenze für den Grundwehrdienst vom 25. auf das 23. Lebensjahr, d. h. wenn jemand beispielsweise am 30. Juni eines Jahres 23 wird, so kann er erstmals zur „Juli-Ziehung“ nicht mehr dienstverpflichtet werden.
- Keine Heranziehung von verheirateten oder in eingetragenen Lebenspartnerschaften lebenden Männern oder Wehrpflichtigen mit dem Sorgerecht für mindestens ein Kind.
- Der Verwendungsgrad T3 ist entfallen. Mit T3 gemusterte Wehrpflichtige gelten nun als ausgemustert.
- Wehr- und Zivildienstpflichtige, die nach dem Erreichen der allgemeinen Hochschul- oder Fachhochschulreife eine betriebliche oder eine Beamtenausbildung aufgenommen haben sollen auf Antrag zurückgestellt werden (Widerruf bei als Bereitschaftsdienst angeordneten Wehrübungen und im Verteidigungsfall nach § 48 WPflG möglich).
- Wehr- und Zivildienstpflichtige können sich von der Dienstpflicht befreien lassen, wenn mindestens zwei Geschwister ein ziviles oder militärisches Dienstjahr geleistet haben.

Im Vorgriff auf die neue Regelung wurde dies bereits seit dem 1. Juli 2003 so praktiziert.

### Aussetzung der Wehrpflicht
Anfang 2010 gab der damalige Bundesverteidigungsminister Karl-Theodor zu Guttenberg eine Defizitanalyse zur Erkennung von Stärken und Schwächen der aktuellen Bundeswehrsituation in Auftrag. Am 12. April wurde dazu eine Strukturkommission unter der Leitung des Chefs der Bundesagentur für Arbeit, Frank-Jürgen Weise, eingesetzt. Deren Empfehlung sollte eine umfassende Umstrukturierung der Bundeswehr vorbereiten, mit dem Ziel, die Verteidigungsressourcen Deutschlands den aktuellen und künftigen sicherheitspolitischen Herausforderungen anzupassen.
Einige Tage vor einer Spar-Klausurtagung am 6. und 7. Juni 2010 hatte zu Guttenberg vorgeschlagen, die Wehrpflicht „auszusetzen“. Auf dieser Tagung stimmte er seine zuvor ministeriums- und bundeswehr-intern diskutierten Pläne mit dem übrigen Kabinett und der Bundeskanzlerin ab. Merkel zeigte sich zunächst zögerlich.
Am 23. August stellte zu Guttenberg der Regierungskoalition fünf verschiedene Modelle zur künftigen Struktur der Streitkräfte vor. In allen Modellen wurde von 150.000 bis 180.000 Zeit- und Berufssoldaten ausgegangen. In einigen Modellen wurde die Aussetzung der Wehrpflicht geplant, während andere von 25.000 Grundwehrdienstleistenden und 25.000 freiwilligen zusätzlichen Wehrdienstleisten ausgingen. Auch Varianten mit 30.000 Grundwehrdienstleistenden oder generell freiwillig Wehrdienenden waren darunter.
Einen auf sein Betreiben gestellten Antrag des CSU-Vorstandes auf Aussetzung der Wehrpflicht nahmen auf dem CSU-Parteitag am 29. Oktober 2010 die Delegierten mit großer Mehrheit an. Auch der CDU-Parteitag stimmte dem am 15. November 2010 mit großer Mehrheit zu, nachdem zu Guttenberg in einer Rede für seine Bundeswehrreform geworben hatte. Im Grundgesetz blieb die Wehrpflicht verankert.
Die FDP hatte die Aussetzung bzw. Abschaffung der Wehrpflicht zuvor seit vielen Jahren immer wieder verlangt. CDU und CSU schlossen sich mit ihrer Entscheidung einer Forderung ihres Koalitionspartners im Kabinett Merkel II (2009 bis 2013) an.
Gemäß Art. 1 des Gesetzes zur Änderung wehrrechtlicher Vorschriften 2011 wurde in § 2 des Wehrpflichtgesetzes (WPflG) bestimmt, dass das Gesetz (§§ 3 bis 53 WPflG) nur noch im Spannungs- oder Verteidigungsfall gilt. Für Friedenszeiten wurde die gesetzliche Verpflichtung zur Wehrdienstleistung damit zum 1. Juli 2011 ausgesetzt. „Vor dem Hintergrund der dauerhaft veränderten sicherheits- und verteidigungspolitischen Lage“ seien die mit gesetzlichen Pflichtdiensten verbundenen Grundrechtseingriffe nicht mehr zu rechtfertigen.
Das Kabinett Merkel II beschloss, bereits ab dem 1. März 2011 solle niemand mehr gegen seinen Willen einberufen werden. Der 3. Januar 2011 war der letzte Einberufungstermin nach den Regeln der alten Wehrpflicht.

## Alternative Vorschläge und Diskussionen vor der Aussetzung der Wehrpflicht
Verschiedene Interessengruppen und Parteien, wie die FDP, die Linke und Bündnis 90/Die Grünen, forderten seit langem, die Wehrpflicht in Deutschland auszusetzen bzw. abzuschaffen. Dagegen trat bis etwa 2010 die Mehrheit der CDU/CSU-Politiker für ihre Beibehaltung ein. Innerhalb der SPD zeichnete sich 2007 nach jahrelangen internen Debatten an der Spitze der Partei eine Mehrheit für eine Umwandlung der Wehrpflicht zur freiwilligen Wehrdienstleistung ab.
2009 und 2010 war eine „neue Wehrpflichtdebatte“ um die sinnvolle Ausgestaltung der verkürzten Wehrpflicht in den Medien zu verzeichnen. Insbesondere das unten beschriebene Wehrpflichtkonzept „5 plus 1“ steht in diesem Zuge zur Diskussion.
Das Nachrichtenmagazin Der Spiegel beschrieb im Juni 2010 die Situation der Wehrpflichtigen in der Bundeswehr als staatlich verordnetes „Herumgammeln“ und Kampf gegen die Langeweile.

### Abgrenzung Allgemeine Wehrpflicht / Allgemeine Dienstpflicht
Eine Allgemeine Dienstpflicht impliziert eine Heranziehung aller Jugendlichen – auch der weiblichen Jugendlichen. Die Existenz einer Verweigerungsmöglichkeit erklärt sich aus der Vorrangigkeit des Dienstes für die Landesverteidigung.
Die Kommission Impulse für die Zivilgesellschaft hielt 2004 die Einführung einer allgemeinen Dienstpflicht anstelle der Wehrpflicht durch Verfassungsänderung grundsätzlich für den falschen Weg und für völkerrechtswidrig.
Nach Auffassung des wissenschaftlichen Dienstes des Bundestages könnte eine allgemeine Dienstpflicht nur nach einer Änderung des Grundgesetzes eingeführt werden.
Damit würde die Bundesrepublik aber gegen ihre völkerrechtlichen Verpflichtungen aus der Konvention zum Schutz der Menschenrechte und Grundfreiheiten (EMRK) und des Internationalen Paktes über bürgerliche und politische Rechte (IpbürgR) verstoßen.

### Vorgeschlagene Dienstmodelle

#### Freiwilliger Wehrdienst
Die Heranziehung von Freiwilligen war ein Vorstoß der SPD für eine Freiwilligenarmee. An der im Grundgesetz verankerten Wehrpflicht sollte zwar festgehalten werden, sie würde aber künftig nur noch im Bedarfsfall greifen. Die SPD sprach über eine „Freiwilligkeit beim Wehrdienst“, die über Anreize umgesetzt werden sollte. Dabei sollte es ein Bonus-System geben, etwa Vorteile bei der Studienplatzvergabe, der Weiterbildung oder Anrechnung von Dienst- und Ausbildungszeiten. Ähnliches sollte für den zivilen Ersatzdienst gelten. Ein Leitantrag über die Aufnahme des Ziels des freiwilligen Wehrdienst ins Programm wurde Ende Oktober 2007 auf dem SPD-Bundesparteitag angenommen; somit ist der freiwillige Wehrdienst Bestandteil ihres Hamburger Programms.
2009 waren mehrere Gerichtsentscheidungen offen, ob die damalige Einberufungspraxis verfassungskonform wäre.
Entsprechende Klagen wurden an das Bundesverfassungsgericht verwiesen. Der Überweisungsbeschluss des Verwaltungsgerichts Köln vom 25. März 2009 wurde jedoch durch die 1. Kammer des Zweiten Senats des Bundesverfassungsgerichts im August 2009 als unzulässig zurückgewiesen.

#### Gesellschaftsdienst
Auf Basis der oben dargestellten Überlegungen wurde seit 2008 diskutiert, einen „Gesellschaftsdienst“ einzuführen, bei dem alle männlichen Jugendlichen einen Dienst für die Gesellschaft leisten sollten. Es steht ihnen offen, bei welcher staatlichen Stelle sie diesen Dienst verrichten. Eine stark vereinfachte Verweigerung des Kriegsdienstes nach Art. 4 Abs. 3 GG sowie eingesparte Musterungskosten sollten das System verfassungsfest machen. Die Informationen über den Militärdienst wie auch die alternativen Dienste sollten demzufolge bereits in der Schule beginnen.

#### 5 plus 1
Vor dem Hintergrund der Vorrangigkeit des Dienstes bei der Bundeswehr stellten die Autoren der Idee „5 plus 1“ eine Diskussionsgrundlage zur Fortentwicklung der Allgemeinen Wehrpflicht in den Raum. Der Wehrbeauftragte des Deutschen Bundestages hat sich hinter das Modell gestellt. Dieses sah vor, dass die Rekruten nach einer dreimonatigen Grundausbildung eine zweimonatige Spezialausbildung in den Bereichen Katastrophenschutz sowie im weiterführenden Sanitätsdienst erfahren. Dieser war ausdrücklich nicht auf den Einsatz der Bundeswehr im Inneren gerichtet, sondern für Fälle der Amtshilfe i. S. d. Art. 35 GG. Diesen insgesamt fünf Monaten (5) schließt sich die Berufsförderung (+ 1) des jeweiligen Jugendlichen an, die stark individualisiert auf seine Bedürfnisse eingeht. Die Idee rührte daher, dass eine staatliche Pflicht zum Wehrdienst auch durchaus Vorteile für den Betroffenen mit sich bringen sollte.

### Stellungnahmen von Persönlichkeiten

#### Bundespräsident Roman Herzog
Der damalige Bundespräsident Roman Herzog mahnte 1995 beim vierzigjährigen Bestehen der Bundeswehr 1995 vor den Kommandeuren der Streitkräfte.

„Die Wehrpflicht ist ein so tiefer Eingriff in die individuelle Freiheit des jungen Bürgers, dass ihn der demokratische Rechtsstaat nur fordern darf, wenn es die äußere Sicherheit des Staates wirklich gebietet. Sie ist also kein allgemeingültiges ewiges Prinzip, sondern sie ist auch abhängig von der konkreten Sicherheitslage. Ihre Beibehaltung, Aussetzung oder Abschaffung und ebenso die Dauer des Grundwehrdienstes müssen sicherheitspolitisch begründet werden können. Gesellschaftspolitische, historische, finanzielle und streitkräfteinterne Argumente können dann ruhig noch als Zusätze verwendet werden. Aber sie werden im Gespräch mit dem Bürger nie die alleinige Basis für Konsens sein können. Wehrpflicht glaubwürdig zu erhalten, heißt also zu erklären, weshalb wir sie trotz des Wegfalls der unmittelbaren äußeren Bedrohung immer noch benötigen.“

#### Generalinspekteur Hartmut Bagger
Am 16. Juli 1996 begründete der damalige Generalinspekteur Hartmut Bagger im Generalinspekteurbrief 1/96 seine Haltung zur Beibehaltung der Allgemeinen Wehrpflicht.

„Für viele scheint das stärkste Argument für eine Berufsarmee die damit verbundene Professionalisierung zu sein. Wehrpflicht und Professionalität schließen sich nicht gegenseitig aus. Die Wehrpflicht schafft darüber hinaus die Möglichkeit, das gesamte Potential an Intelligenz, Fähigkeiten und beruflicher Ausbildung unserer jungen Bürger zu nutzen. Wir profitieren von diesem Potential nicht nur bei den Wehrpflichtigen, wir gewinnen aus ihm auch die Hälfte unseres Führernachwuchses an Offizieren und Unteroffizieren. Qualität und Kultur der Führung in der Bundeswehr, aber auch Professionalität werden wesentlich von der Wehrpflicht abhängen. Der mit einer Freiwilligenarmee häufig verbundene Verzicht auf Pluralität kann zu einem Verlust an geistiger Vitalität führen.“

Bagger sah daher in der Wehrpflichtarmee die „intelligentere Armee“, da ihr Personal qualifizierter sei. Zudem mache sie die Verteidigung von Recht und Freiheit zur Sache aller Bürger und beuge der Tendenz vor, Streitkräfte als „Dienstleistungsagentur für Verteidigung“ misszuverstehen; das sei ein wichtiger gesellschaftspolitischer Aspekt.

### Argumente und Gründe für eine gewünschte Änderung der Wehrpflicht

#### Wehrgerechtigkeit
Ein wichtiger Punkt in der Diskussion um die Wehrpflicht war die Wehrgerechtigkeit. Diese ist dann gegeben, wenn möglichst jeder taugliche junge Mann, der nicht verweigert hat, zum Wehrdienst herangezogen wird. Da zwischenzeitlich aber immer weniger junge Männer eines Jahrgangs tatsächlich zum Wehrdienst eingezogen wurden, wurde eine mangelnde Gerechtigkeit beklagt. Dabei gab es einen Unterschied zwischen der Schaffung von Wehrgerechtigkeit im juristischen Sinne und dem Gerechtigkeitsempfinden in der Gesellschaft. Da der Bedarf an Wehrpflichtigen in der Bundeswehr sank, wurden die Tauglichkeitskriterien erhöht und weitere Ausnahmeregelungen geschaffen. Dies führte dazu, dass deutlich weniger Wehrdienstfähige zur Verfügung standen und es fiel leichter den Ausschöpfungsrest – also die Zahl derer, die aus dieser Gruppe keinen Dienst leisten müssen – klein zu halten. Somit wurde zwar formaljuristisch Wehrgerechtigkeit hergestellt, die aber von dem Einzelnen (und der Gesellschaft) oftmals nicht als wirklich gerecht empfunden wurde, da diese eher interessiert, wie viel Prozent eines Jahrgangs überhaupt noch dienen müssten. So haben beispielsweise von dem zuletzt aus der Grundwehr- und Zivildienstpflicht entwachsenen Geburtsjahrgang 1982 nur 24 % der Männer (entsprechend 12 % des gesamten Jahrgangs einschließlich der Frauen) die Wehrpflicht bei der Bundeswehr abgeleistet (107.047 von 445.564 erfassten Wehrpflichtigen). Von den 440.000 erfassten Männern des Jahrgangs 1980 (die ab 2004 nicht mehr eingezogen werden konnten) haben 137.500 (31,25 %) den Grundwehrdienst geleistet, 152.000 (34,54 %) Zivildienst oder einen anderen Ersatzdienst geleistet, und 150.500 (34,2 %) wurden ausgemustert oder aus anderen Gründen nicht zum Dienst herangezogen. Bei den später Geborenen stieg die Quote der Ausgemusterten nochmals stark an: Im ersten Halbjahr 2007 wurden nur noch 53,8 % aller Gemusterten für diensttauglich erklärt, 46,2 % mussten bzw. durften aus medizinischen Gründen weder Wehr- noch Zivildienst leisten. Viele sahen darin einen offensichtlichen Verstoß gegen die Idee der Wehrgerechtigkeit. „In den Kreiswehrersatzämtern … herrscht oft Willkür. Einen Rekruten, der an den Zähnen Karies hatte, sortierten die Musterungsbeamten aus, während sie einen anderen mit einem verheilten Trümmerbruch für tauglich hielten.“
Um den Ausschöpfungsrest möglichst klein zu halten, sollten in den nächsten Jahren wieder mehr Wehrpflichtige eingezogen werden. Damit folgte das Bundesverteidigungsministerium vor allem dem Spruch des Bundesverwaltungsgerichtes in Leipzig, welches dem Staat zwar freie Hand in Sachen Tauglichkeitskriterien und Ausnahmeregelungen zugestand, aber diesem gleichzeitig auferlegte „möglichst alle verfügbaren Wehrpflichtigen auch zum Wehrdienst heranzuziehen“. Aus verfassungsrechtlicher Sicht ist dieses Urteil jedoch umstritten, da es nur schwer mit dem Art. 12 Abs. 1 GG in Einklang zu bringen ist. Dieser machte dem Gesetzgeber die Auflage, staatliche, unfreiwillige Dienste so zu gestalten, dass diese „allgemein und für alle gleich“ gelten, also soweit dies irgend geht alle Schultern gleichmäßig treffen. Die Kritik von juristischer Seite ging dahin, dass eine Ausgestaltung des Wehrpflichtigengesetzes durch die Legislative, die faktisch große Teile eines Jahrgangs aus der Wehrpflicht heraussubtrahiert, deren Herausnahme nicht auf unumgänglichen sachlichen Notwendigkeiten (wie etwa bei Schwerbehinderten oder anderen Arbeitsunfähigen), sondern auf politischer Beliebigkeit beruht. Dies sprenge den Gestaltungsrahmen, den das Grundgesetz dem Gesetzgeber in dieser Sache stellt. So wiesen Verfassungsrechtler darauf hin, dass „allgemein und für alle gleich“ so zu verstehen ist, dass der Gesetzgeber keine, oder nur in minimalem Maße, unnötige Sonderregeln ins Gesetz aufnehmen dürfe und dass die Tauglichkeitskriterien, die der Gesetzgeber im Gesetz vorgibt, nicht derart weich gestaltet sein dürften, dass junge Männer formal-verwaltungsrechtlich als untauglich gelten, die dies in der Realität nicht sind. Eine letztendliche Klärung, ob die Einberufungspraxis noch dem grundgesetzlichen Gebot der Gleichbehandlung genügt, steht zur Entscheidung beim Bundesverfassungsgericht an.

#### „Allgemeine“ Wehrpflicht – nur für Männer
Obwohl in Deutschland eine „allgemeine Wehrpflicht“ existierte, bezog sich diese nur auf Männer. Zwar verstieß dies grundsätzlich gegen den Gleichbehandlungsgrundsatz des Grundgesetzes, jedoch wurde vom Bundesverfassungsgericht entschieden, dass dies nicht zur Ungültigkeit der Wehrpflicht führe: Der Gesetzgeber habe die „Männer-Wehrpflicht“ nachträglich in das Grundgesetz aufgenommen. Somit sei eine „lex specialis“ bezüglich der Wehrpflicht gegenüber der „lex generalis“ (lat.) des Gleichbehandlungsgrundsatzes (Art. 3 GG) geschaffen worden.
Die vom Gesetzgeber in Kauf genommene Diskriminierung von Männern durch die Wehrpflicht warf allerdings nicht nur juristische, sondern auch gesellschaftliche Fragen auf. Je nach Stand der erreichten Gleichberechtigung ergaben sich entsprechende Akzeptanzprobleme und erhöhten damit zusätzlich die Anforderung an die Politik, die Wehrpflicht ausreichend zu begründen. Verschärft wurde die Debatte dadurch, dass Frauen inzwischen einen freien und freiwilligen Zugang zur Bundeswehr – auch zum Dienst an der Waffe – haben, wodurch die ursprüngliche Diskriminierung von Frauen zwar beseitigt, der benachteiligende Charakter der nur Männer treffenden Wehrpflicht aber noch verstärkt wurde. Das Argument, Frauen sollten aufgrund ihrer schwächeren Konstitution vor dem Kriegsdienst geschützt werden, geht so nicht mehr auf.
Oft wurde als Argument angeführt, Frauen „opferten“ einen ähnlichen Teil ihrer Lebenszeit beim Gebären und Aufziehen von Kindern und würden auch ansonsten den Hauptteil der sozialen Arbeiten, wie etwa bei der Pflege von Familienangehörigen leisten. Dieser Vergleich ist allerdings umstritten. Abgesehen davon, dass es keine strafrechtlich bewehrte „Gebärpflicht“ gibt und in Zeiten der Empfängnisverhütung Kinder in der Regel als Wunschkinder geboren werden, bleiben auch die Leistungen der Väter hier völlig unberücksichtigt. Dies ist auch vor dem Hintergrund zu sehen, dass heute eine Verteilung der Familienarbeit auf beide Geschlechter als erstrebenswert angesehen und in vielen Fällen auch praktiziert wird, somit also die strenge Rollenteilung des Mannes als Ernährer der Familie und der Frau als Hausfrau und Mutter (wie sie zum Zeitpunkt der Einführung der Wehrpflicht die Regel war) nicht mehr der gesellschaftlichen Realität entspricht.
Es wird auch bemängelt, dass zum Beispiel die Pflegearbeit einer Frau berücksichtigt wird, nicht aber die Arbeit ihres Mannes, der beispielsweise durch seinen Verdienst die Pflegeleistung seiner nicht berufstätigen Frau überhaupt erst möglich macht.
Generell bleibt hier festzustellen, dass eine gesetzliche Verpflichtung nicht mit freiwillig übernommenen Aufgaben verglichen werden kann. Würde die Wehrpflicht der Männer mit sozialen Aufgaben, die auch von Frauen übernommen werden, kompensiert werden, dann bestünde im Umkehrschluss eine Verpflichtung der Frauen, soziale, ehrenamtliche, pflegerische Aufgaben zu übernehmen. Im Weiteren ziehe die Wehrpflicht mehr als nur berufliche Behinderungen nach sich, wie etwa den oft harten Dienst, die Einschränkung verschiedener Rechte und die entsprechenden Konsequenzen im Ernstfall.
Zudem habe die Kreil-Entscheidung des Europäischen Gerichtshofs 2000 gezeigt, dass Frauen auch für den Militärdienst mit der Waffe geeignet seien.
Von Gegnern einer Ausweitung der Wehrpflicht auch auf Frauen wurde befürchtet, dass es dann noch weniger Nachwuchs in Deutschland geben könnte. Allerdings sind zum Beispiel in Israel, wo die Wehrpflicht auch für Frauen gilt, die Geburtenraten höher als in Deutschland. Zudem werden die wenigsten Frauen heute bereits mit Anfang 20 (also dem Alter, in dem der Wehr- oder Ersatzdienst abgeleistet werden müsste) Mutter, sondern meist in späteren Jahren, so dass der Dienst zumindest nicht unmittelbar die Realisierung des Kinderwunsches verhindern dürfte.
Im Weiteren wurde geltend gemacht, dass Männern schon deshalb keine weitere Lebenszeit durch einen Zwangsdienst verloren gehen dürfe, da sie wegen ihrer inzwischen gegenüber Frauen ca. fünf Jahre geringeren Lebenserwartung – die sich zudem nicht in geringeren Rentenversicherungsbeiträgen niederschlägt – ohnehin erheblich benachteiligt seien.

#### Kosten
Kostenargumente wurden sowohl von Befürwortern als auch von Gegnern der allgemeinen Wehrpflicht genannt. So wurde argumentiert, dass die Wehrpflicht die billigere und effizientere Variante gegenüber einer Berufsarmee sei. Die Wehrpflicht erleichtere es, Zeit- und Berufssoldaten zu rekrutieren. So kam der damalige Wehrbeauftragte des Bundestages, Reinhold Robbe, in seiner damaligen Funktion als Vorsitzender des Verteidigungsausschusses in einer Modellrechnung 2004 zu dem Ergebnis, dass eine Berufsarmee 3,5 bis 7 Milliarden Euro teurer sei als die derzeitige Armee, vor allem deswegen, weil enorme Finanzmittel für Rekrutierungsmaßnahmen aufgewendet werden müssten. „Frankreich, Spanien, Italien, alle Länder, die die Wehrpflicht abgeschafft haben, haben diese Riesenprobleme, müssen heute ein immenses Geld für Rekrutierungsmaßnahmen ausgeben“, sagte dazu Robbe in einem Interview mit dem Deutschlandradio.
Diese Sichtweise wurde auch von den Wehrpflichtgegnern nicht bestritten. Allerdings wurde von ihnen herausgestellt, dass dies eine rein betriebswirtschaftliche Sichtweise sei, während die meisten wissenschaftlichen Studien zum Kostenvergleich der verschiedenen Armeeformen volkswirtschaftlich argumentierten. Einer Studie zur ökonomischen Effizienz der Wehrpflicht zufolge, die am Institut für Streitkräftemanagement der Bundeswehruniversität München entstand, wäre eine Freiwilligenarmee bei gleicher Leistungsfähigkeit um etwa 50 Prozent effizienter als die damalige Wehrpflichtarmee. „Die Teilstudie ergab deutliche Kosten- und Effizienzvorteile für eine Bundeswehr, die aus Freiwilligen besteht. Diese Freiwilligenarmee würde auf der Kostenseite zu geringeren Kosten und auf der Leistungsseite zu höheren Leistungen führen“, schrieben die Autoren in ihrem Fazit. Auch das Deutsche Institut für Wirtschaftsforschung meint in seinem Wochenbericht 4/2004: „Aus ökonomischer Sicht ist eine Berufsarmee einer Wehrpflichtarmee vorzuziehen, sie ist volkswirtschaftlich kostengünstiger und ordnungspolitisch sinnvoller als eine Wehrpflichtarmee.“
Die volkswirtschaftlichen Kosten einer Wehrpflichtarmee lagen unter anderem auch darin, dass die Wehrpflicht zum Verlust mindestens eines Jahresgehaltes der betroffenen jungen Männer führt. Verbunden war damit ein entsprechender Ausfall an Kaufkraft, Steuern und Sozialabgaben. Dem Wehrpflichtigen selbst ging nicht nur das verspätet nachgeholte niedrige erste Jahresgehalt verloren, sondern das erheblich höhere letzte Jahresgehalt. Die Volkswirtschaft verliert gleichzeitig den verhinderten Beitrag einer ausgebildeten Arbeitskraft zur wirtschaftlichen Wertschöpfung.
Im Gegenzug könnte eingewandt werden, dass die Männer im Wehrdienst Fähigkeiten erlangt hätten, die ihnen im späteren Beruf Vorteile brächten. Dies wurde bei den Berechnungen außer Acht gelassen. Allerdings zeigen Umfragen, dass zumindest in Deutschland es in den allermeisten Berufen und Firmen keinerlei Bevorzugung von ehemaligen Wehrdienstleistenden beziehungsweise Zivildienstleistenden gab. Zudem reduzierte sich dieser Fähigkeitserwerb durch die zunehmende Verkürzung der Wehrdienstdauer, da für weitergehende Ausbildungen einerseits die Zeit fehlte, andererseits die Bundeswehr kein Interesse daran haben konnte, Wehrpflichtige speziell auszubilden (z. B. Erwerb eines Führerscheins) ohne deren neu erworbene Fähigkeiten in der restlichen Dienstzeit auch nutzen zu können.
Gemäß diesen beiden Sichtweisen kann es durchaus sein, dass eine Berufsarmee den Verteidigungsetat stärker belastet, dass aber zugleich die gesamte Volkswirtschaft entlastet wird. Bei einer Wehrpflichtarmee wird der niedrigere Verteidigungsetat gewissermaßen auf Kosten der Wehrpflichtigen und der übrigen Volkswirtschaft erkauft. Bei einer Berufsarmee würden die – niedrigeren – Gesamtkosten von allen Steuerzahlern gemeinsam getragen.
Ähnliche Kostenargumente gab es auch für den Zivildienst, obwohl hier immer der Vorbehalt galt, dass die eigentliche Ausnahme nicht den Regelfall zu legitimieren hat. So wurde befürchtet, dass ohne den – an die Wehrpflicht gekoppelten – Zivildienst die soziale Versorgung in vielen Bereichen sich verschlechtern könnte. Zwar traf es zu, dass sich in den Jahrzehnten, in denen die Zahl der Kriegsdienstverweigerer stetig zunahm und damit immer mehr Plätze für Zivildienstleistende zu schaffen waren, sehr viele Krankenhäuser, Senioren- und Pflegeheime, Rot-Kreuz-Stationen usw. sich mit „Zivis“ zu für sie günstigen finanziellen Konditionen über Notstände im Pflege- und Gesundheitswesen hinweggeholfen haben. Doch seitdem es im Zuge der Absenkung der Zahl der Grundwehrdienstleistenden erforderlich wurde, auch die Zahl der Zivildienstleistenden von 1999 noch 150.000 auf 70.000 im Jahr 2004 zu senken, mussten sich die Dienststellen schrittweise darauf einstellen, mit deutlich weniger Hilfskräften auszukommen. Den meisten Dienststellen gelang die Umstellung, weil ein Teil der Zivildienstplätze in reguläre Arbeitsplätze umgewandelte und ein anderer durch Mini-Jobs und Hartz-IV-Maßnahmen aufgefangen werden konnte. Daher gelang die Zentralstelle KDV (Kriegsdienstverweigerung) zu dem Schluss: „Die Zivildienstfrage ist längst gelöst.“

#### Rente
Ab 1982 hatten die meisten Wehrpflichtigen Nachteile bei ihrer Rente: nur pauschale Beträge wurden berücksichtigt, die ab 1982 unterhalb des Durchschnittsverdienstes lagen.
- vor 1982: 1 Entgeltpunkt pro Jahr (entspricht 100 % des Durchschnittsverdienstes)
- 1982–1991: 0,75 Entgeltpunkt pro Jahr (entspricht 75 % des Durchschnittsverdienstes)
- ab 1992: 0,80 Entgeltpunkt (entspricht 80 % des Durchschnittsverdienstes)

Ein individuell höherer Durchschnittsverdienst über alle Arbeitsjahre wird zudem auch nicht ausgeglichen. Eine verfassungsrechtliche Überprüfung unter dem Gesichtspunkt der Wehr- und Rentengerechtigkeit steht aus.

#### Ethische, gesellschaftliche und bundeswehrinterne Argumente
Teilweise wurden zur ethischen Rechtfertigung der Wehrpflicht Immanuel Kants Ausführungen in seiner Schrift „Zum ewigen Frieden“ (1795) in Anspruch genommen. Hier argumentierte der Philosoph, stehende Heere würden nur zu Wettrüsten und in weiterer Folge zu Kriegen führen. Den von Kant verwendeten Begriff der stehenden Heere mit Berufsarmeen gleichzusetzen, verbietet sich aber, weil stehende Heere sowohl als Berufs- als auch als Wehrpflichtarmeen organisiert werden können. Kant spricht deshalb auch keineswegs von der Wehrpflichtarmee als vorzuziehendem Gegenmodell, sondern hebt ausdrücklich die Freiwilligkeit der von ihm gebilligten periodischen Wehrübungen der Staatsbürger hervor (vgl. „Zum ewigen Frieden“, BA 8f.). Nur diese Freiwilligkeit vermag wohl auch den von Kant in diesem Zusammenhang genannten „Gebrauch von Menschen als bloßen Maschinen und Werkzeugen in der Hand eines Andern (des Staates)…, der sich nicht wohl mit dem Rechte der Menschheit in unserer eigenen Person vereinigen läßt“, auszuschließen.
Auch die Erfahrungen mit den beiden Weltkriegen und den Kriegen danach zeigen, dass Wehrpflichtarmeen diese weder verhindern noch in irgendeiner Form das Wettrüsten behindert haben. In Abwandlung der Vorstellungen von Kant wird daher argumentiert, dass Wehrpflichtarmeen in demokratischen Gesellschaften zu einer höheren Verantwortung der Regierungen den Soldaten gegenüber führt und das Für und Wider eines Auslandseinsatzes verantwortungsbewusster entschieden wird.
Befürworter der Wehrpflicht warnten immer wieder vor den Erfahrungen in der Weimarer Republik, in der die Reichswehr einen „Staat im Staate“ bildete. Dabei verkannten sie, dass dies durch die unmittelbare Unterstellung unter den Reichspräsidenten und die eigene Jurisdiktion gegeben war und nicht zwingend Folge der Wehrform war. Darüber hinaus begingen die Regierungen der Weimarer Republik beständig Verstöße gegen internationale Völkerrechtliche Verträge zur Abrüstung und Rüstungsbeschränkung, zum Beispiel durch die schwarze Reichswehr aus deren Umfeld mehrere so genannte „Fememorde“ begangen wurden. Die Lehre aus der Weimarer Republik hat die Gestaltung der Wehrverfassung unter Einbeziehung der Wehrpflicht maßgeblich beeinflusst und die Bundeswehr mit den Soldaten als „Staatsbürger in Uniform“ als „Parlamentsarmee“ einer umfassenden politischen (Art. 115a GG), gesellschaftlichen (Art. 45b GG) und haushaltsrechtlichen (Art. 87a GG) Einbindung unterworfen.
Die historische Erfahrung habe gezeigt, dass das angebliche „legitime Kind der Demokratie“ namens Wehrpflicht im Kaiserreich, im Nationalsozialismus, in anderen Diktaturen und anderen Demokratien eher zum Militarismus denn zum Frieden beigetragen hat. Die geradezu stereotype Frage nach Wehrdienst „hamse jedient“ (im Brandenburger Dialekt) zieht sich wie ein roter Faden durch das Theaterstück „Der Hauptmann von Köpenick“ von Carl Zuckmayer und gilt als typisch für den Militarismus im Kaiserreich.

#### Emotionale und weltanschauliche Gründe
Die Beibehaltung der Wehrpflicht in Deutschland hatte zu einem nicht zu unterschätzenden Teil auch emotionale und weltanschauliche Gründe. So galt das Militär für viele als „Sinnbild des wehrhaften Geschlechts“ und „Schule der Nation“ (siehe Vortrag von Prof. Uta Klein.)
Die Ursprünge dieser Einschätzung lagen darin, dass historisch mit der allgemeinen Wehrpflicht der Bürgerstatus verknüpft wurde. Staatsbürgerschaft und Landesverteidigung galten als zwei Seiten einer Medaille. Entsprechend wurde der Ausschluss von Frauen aus politischen Rechten auch mit ihrer vermeintlichen Nichtwaffenfähigkeit begründet. Die Verknüpfung der Wehrhaftigkeit mit Männlichkeit hat eine symbolische und ideologische Funktion und entsprach durchaus der damaligen Vorstellung über die Geschlechterrollen. Interessant ist dabei auch, dass umgekehrt die prinzipielle Eignung von Männern für Kampf und Waffendienst nie in Frage gestellt wurde. Lediglich eine Nichteignung aus pazifistischen Motiven wurde mit der Zeit anerkannt.
Männlichkeit stellte nach Uta Klein ein Funktionselement dar, wobei eines der Merkmale die Sozialisation ist: Diese findet nicht hin zum geschlechtslosen Soldaten statt, sondern zum männlichen. Im Militär werde Männlichkeit sozialisiert. Der Wehrdienst bewirke, dass junge Männer von Frauen getrennt werden und binde sie an andere Männer. Für die jungen Männer bedeute das Militär den Rückzug in einen Männerbund, in dem sie sich als Mann erweisen müssten. „Erst durch den Militärdienst wird ein Junge zu einem richtigen Mann“.
Diese Vorstellung ist durchaus noch sehr real und umso stärker verankert, je konservativer und patriarchalischer eine Gesellschaft ist.
Die Wehrpflicht wurde auch in Deutschland, vor allem von konservativen und/oder älteren Menschen als eine prinzipiell wertvolle und für den zukünftigen Mann wichtige Erfahrung angesehen. Sie war mit dem Begriff Männlichkeit positiv verknüpft („Ein richtiger Mann war beim Bund!“) und wird daher unabhängig von der realen Wehrpflichtpraxis und unabhängig von der rationalen Pro-Kontra-Diskussion, emotional und weltanschaulich bejaht.
Die Bundeswehr bestand schon längst und mit steigender Tendenz zum weitaus größten Teil aus professionellen Soldaten. Soweit sie Zeitsoldaten waren, haben sie sich für einen mehr oder weniger langen Lebensabschnitt „beim Bund“ entschieden, leisten ihre Arbeit dort auch selbst- und verantwortungsbewusst, aber viele denken mit demselben Ernst über ihre zivile Anschlusstätigkeit nach.
Schließlich haben einige andere große demokratische Staaten wie die USA und Großbritannien schon lange, und seit den 1990er Jahren Frankreich und seit 2001 selbst Spanien, wo es 1981 einen Putschversuch gab, auf die Wehrpflicht verzichtet, ohne dass irgendjemand ernsthafte Sorgen um deren demokratischen Grundbestand hätte. Die Bundesrepublik mit ihrer fest verankerten Demokratie und demokratischen Einbindung der Streitkräfte sei nicht mit der Weimarer Republik gleichsetzbar.
Eine hohe Bedeutung wird der Wehrpflicht auch bei der Einbindung der Bundeswehr in die Gesellschaft zugemessen. Den Wehrpflichtigen kam dabei gleich eine doppelte Aufgabe zu. Zum einen sollten sie, „überwachend“/„mäßigend“ auf das militärische Stammpersonal wirken. Zum anderen sollten diejenigen, die einige Zeit „beim Bund“ waren, danach so etwas wie Werbeträger der Bundeswehr in der zivilen Gesellschaft werden. Diese Doppelwirkung wurde jedoch gleich von mehreren Entwicklungen und Gegebenheiten geschwächt.
So zeigte die Studie „Gewalt gegen Männer“, dass überhaupt nur ca. 1/3 der Ex-Wehrpflichtigen sich positiv über ihre Wehrdienstzeit äußerten. Zum anderen wurde in den letzten Jahren sowohl der prozentuale Anteil als auch die absolute Anzahl der Wehrpflichtigen permanent verringert, so dass sich der Effekt der demokratischen Durchdringung entsprechend abgeschwächt hat.
Die Verkürzung der Wehrdienstdauer führte zudem dazu, dass die jungen Männer fast nur noch in Ausbildungseinheiten mit Zeit- und Berufssoldaten in Berührung kamen und nicht mit dem Rest der Bundeswehr. Der gewünschte Effekt könnte daher noch am stärksten bei denjenigen sein, die als freiwillig länger dienende Wehrpflichtige (FWDL) bis zu 23 Monaten den soldatischen Alltag erfahren, auch wenn sie wahrscheinlich mit einer ähnlichen positiven Grundeinstellung gegenüber dem Militär ihren Dienst angetreten haben wie ihre Kameraden mit Zeitverträgen zum Beispiel für vier Jahre.
Wenn die Gesellschaft also von den FWDL eine demokratische Kontrolle des Militärs von innen und ein Mittel gegen dessen Verkrustung erwarten kann, dann sollte die Fähigkeit und Bereitschaft dazu ebenso wenig den Zeitsoldaten wie den als Berufssoldaten dienenden Staatsbürgern und Familienvätern/-müttern abgesprochen werden. Das aber heißt, es bedarf dazu keiner Wehrpflichtigen, sondern es genügte eine Struktur mit einem hohen Anteil von kürzer dienenden Zeitsoldaten und die weitere Einbindung in die bewährte Wehrgesetzgebung.

#### Spiegel oder Zerrspiegel der Gesellschaft
Die Bundeswehr sollte ein Spiegel der Gesellschaft sein, zumindest des männlichen Teils. Mit diesem festen Ziel wurde sie gegründet und als Garantie dafür soll die allgemeine Wehrpflicht dienen. Allerdings entsprach die Bundeswehr diesem Idealbild auch in den Anfangsjahren nie zur Gänze, zum Beispiel weil Wehrunfähige, Verweigerer und Ausländer in ihren Reihen fehlten. Zwischenzeitlich gab es Entwicklungen, die die Bundeswehr nicht als Spiegel, sondern als Zerrspiegel der (männlichen) Gesellschaft erscheinen ließen. Bereits die weitgehende Wahlfreiheit zwischen Ersatzdiensten und Wehrdienst hat dazu geführt, dass höher gebildete (Abitur), eher sensibel und eher links eingestellte junge Männer sowie klassische Pazifisten den Wehrdienst verweigerten. Bedingt durch die niedrigen Bedarfszahlen der Bundeswehr und den damit einhergehenden verschärften Musterungskriterien und vermehrten Ausnahmeregelungen fehlten zwischenzeitlich außerdem neben verheirateten und älteren jungen Männern in den Reihen der Wehrpflichtigen auch die bedingt Tauglichen und diejenigen, die diese Regeln für sich zu nutzen wussten, um jeden Dienst zu vermeiden.
Wie verzerrt das Spiegelbild war, zeigte auch die geografische Herkunft der Soldaten. So wurden 40 % der Wehrpflichtigen und auch 30 % der Zeit- und Berufssoldaten aus Ostdeutschland gewonnen. Bei den Nachwuchsoffizieren waren es sogar zwischenzeitlich 60 % und bei dem Unteroffiziernachwuchs 80 %.
Der Grund für das starke Übergewicht Ostdeutschlands lag an der Attraktivität der Bundeswehr als Arbeitgeber für Regionen mit hoher Arbeitslosigkeit. Die Attraktivität stieg auch mit abnehmender Bildung. So waren es vor allem Gering-Qualifizierte, die sich für Auslandseinsätze melden, weil diese bis zu 110 € Extrazulage pro Tag brachten. Als diese Auslandseinsätze aber zunehmend als Gefahr für die eigene Gesundheit und das eigene Leben wahrgenommen wurden, gelang es der Bundeswehr immer weniger, höher Qualifizierte mit besseren Chancen auf dem Arbeitsmarkt für eine freiwillige Verlängerung ihres Wehrdienstes oder gar als Zeit- oder Berufssoldaten zu gewinnen. Entsprechend musste die Bundeswehr das Anforderungsprofil laufend senken, um ihren Bedarf überhaupt noch decken zu können. Es wurde und wird befürchtet, dass die Bundeswehr zum Sammelplatz der Unterschicht wird. Oberst Bernhard Gertz (langjähriger Bundesvorsitzender des Deutschen Bundeswehrverband) sagte 2006 dazu, die Bundeswehr müsse „genauer hinsehen auf die Menschen, die zu uns in die Armee kommen.“. Bei der Bundeswehr traten trotz der Wehrpflicht verstärkt die gleichen Personalprobleme auf, die durch die Umstellung auf eine Freiwilligen- und Berufsarmee befürchtet wurden.

#### Russische Aggressionen gegen die Ukraine und westliche Länder
Am 31. Dezember 1999 wurde Putin erstmals Präsident der Russischen Föderation.
Er lenkte Russland in eine illiberale und pseudodemokratische Richtung; Putin selbst schreibt eine „patriotische“ und zunehmend imperialistische und militaristische Politik vor. Sein Herrschaftssystem (Putinismus) wurde und wird als autoritär, despotisch, revanchistisch und diktatorisch charakterisiert.
Am 24. Februar 2022 begannen russische Streitkräfte auf Befehl von Putin (der auch deren Oberbefehlshaber ist) einen großangelegten völkerrechtswidrigen Überfall auf die Ukraine.
Seitdem gibt es in Deutschland Diskussionen über die Wiedereinführung einer Wehrpflicht.
So könnte etwa betrachtet werden, die vor Ort betriebenen Gesundheitsämter, welche auch im Hinblick auf zukünftige, mit der COVID-19-Pandemie in Deutschland vergleichbaren Szenarien ohnehin zu ertüchtigen sind, mit Bundesmitteln auszubauen, wenn diese im Gegenzug eine mit einer Beratung bzgl. Freiwilligendienste gekoppelte Musterung durchführen, welche mit einer Abfrage des Impfstatus, der Bereitschaft zur Organspende und ohnehin durchzuführenden Vorsorgeuntersuchungen kombiniert werden könnte.

## Neue Pläne im Juni 2024
Am 12. Juni 2024 stellte der deutsche Verteidigungsminister Boris Pistorius ein neues Modell zur Gewinnung Freiwilliger für einen „Neuen Wehrdienst“ vor. Das Modell plant eine Form der Wehrüberwachung und einen freiwilligen Grundwehrdienst von sechs bis 23 Monaten. Hierfür soll eine verpflichtende Erfassung und bedarfsorientierte Musterung eingeführt werden. Dies heißt, dass alle deutschen Staatsbürger beim Erreichen des wehrfähigen Alters angeschrieben werden sollen. Männer sollen verpflichtend zum Ausfüllen und Zurücksenden eines Fragebogens aufgefordert werden; bei Frauen entfällt die Verpflichtung. Auf dessen Grundlage soll eine Entscheidung über eine Einladung zur Musterung getroffen werden. So könnten ab 2025 zusätzlich zu den bisher rund 10.000 freiwillig Wehrdienstleistenden (FWD) bis zu 5000 weitere Wehrdienstleistende ausgebildet werden, wobei das bisherige Modell des FWDs in das Modell des „Neuen Wehrdienstes“ überführt werden soll. Insgesamt sollen so bis zu 200.000 zusätzliche Reservisten gewonnen werden.
Nach einer Einigung der Jusos mit Pistorius erklärte die SPD in einem Parteitagsbeschluss von Ende Juni 2025, die Partei wolle „keine aktivierbare gesetzliche Möglichkeit zur Heranziehung Wehrpflichtiger, bevor nicht alle Maßnahmen zur freiwilligen Steigerung ausgeschöpft sind“. Zugleich wolle Partei „Maßnahmen zur Musterung, Erfassung und Wehrüberwachung wehrpflichtiger junger Männer […] ermöglichen“. Der Bundeswehrverband kritisiert das Parteitagsvotum. Anfang Juli erklärte Pistorius, das das neue Wehrdienstmodell ab 2026 starten soll, und alle ab dem Jahr 2008 geborenen betreffen soll. Eine Pflichteinberufung soll es nur geben wenn ein "kurzfristigen Aufwuchs der Streitkräfte zwingend erfordert, der auf freiwilliger Grundlage nicht erreichbar ist".

## Situation ab 2026
Im Juli 2025 kündigte Bundesverteidigungsminister Pistorius an, das ab Januar 2026 der „Neue Wehrdienst“ starten soll. Hierfür wurde ab Juli 2025 der Ausbildungsinhalt der Grundausbildung an den des Heimatschutzes angeglichen. Der Basisdienst soll sechs Monate dauern, in dieser Zeit sollen die Rekruten laut Pistorius lernen, wie man zum Beispiel eine Kaserne, Hafen oder Flugplatz sichert und schützt. Einen Pflicht-Automatismus soll es nicht geben, da dieser nicht mehr zeitgemäß sei. Verpflichtende Einberufungen soll es nur geben, wenn sich nicht genügend Freiwillige finden lassen. 
Minister Pistorius rechnet mit circa 25.000 bis 30.000 Rekruten für den Freiwilligen Wehrdienst. Wer sich länger als sechs Monate verpflichtet, der soll Boni wie etwa Führerschein, Sprachkurse usw. erhalten. Die maximale Dienstdauer soll 23 Monate betragen. Die Bundeswehr soll bis 2029 eine Stärke von ca. 460.000 Mann Erreichen, wovon 260.000 aktive Soldaten und mindestens 200.000 Reservisten sein sollen.